# 花井美春
花井 美春（はない みはる、1998年2月8日 - ）は、日本の女性声優。北海道千歳市出身。ダックスプロダクションに所属。

## 略歴
「人前で歌うことや表現することはすごく好き」ということから当初は宝塚歌劇団を志したものの、それが叶わなかったことから進路を悩んでいた時にテレビアニメ『けいおん!』を見て「魅了されて、新しい夢を見つけた」という振り返りから声優業を志した。その後、インターナショナル・メディア学院で演技を学んだ。卒業後、IAMエージェンシーに所属し、2017年にテレビアニメ『武装少女マキャヴェリズム』の倉崎佐々役でデビュー。
2025年1月31日をもってIAMエージェンシーを退所し、4月1日よりダックスプロダクション所属となった。

## 人物
公認民謡唄5段・三味線4段の資格をもつ。特技は民謡、三味線。趣味はプロレス観戦。民謡においては、北海道の地区大会および道内大会においては毎年優勝を飾るといった実力もあり、全国大会においても優勝した経験がある。
同じく千歳市出身の声優で歌手の鈴木愛奈は実の姉。両者とも才能があるのが『姉妹だから』という形にならないようにという意向でデビュー時からこれまで公表してこなかったが、2024年放送の『異世界ゆるり紀行 〜子育てしながら冒険者します〜』に双子役で揃って出演するのを機に、2023年11月30日に実の姉妹であることを公表した。実家は洋食屋を経営しており、姉妹各々が担当しているキャラクター等のグッズが飾られている。また、千歳市のホームページでは前述の民謡大会で姉妹揃って優勝した際に当時の市長の山口幸太郎に報告で訪れた旨が掲載されている。

## 出演
太字はメインキャラクター。

### テレビアニメ
2017年
- 武装少女マキャヴェリズム（倉崎佐々）
- 王室教師ハイネ（女の子）
- 覆面系ノイズ（女子高生）
- アイドルマスター シンデレラガールズ劇場（2017年 - 2019年、村上巴） - 3シリーズ

2018年
- グラゼニ（女性店員）
- アニマエール!（生徒、ひづめのクラスメート、バスケ部員、アナウンス）

2019年
- 雨色ココア sideG（ノン）
- 天華百剣 〜めいじ館へようこそ!〜（紅葉狩兼光）
- ACTORS -Songs Connection-（猫）

2020年
- 邪神ちゃんドロップキック（2020年 - 2023年、リエール） - 3シリーズ + 特別編

2021年
- ウマ娘 プリティーダービー（2021年 - 2023年、ツインターボ） - 2シリーズ
- D4DJ（2021年 - 2023年、明石雪野） - 2シリーズ
- SELECTION PROJECT（山鹿栞）
- ヴィジュアルプリズン（ファン）

2022年
- ヘアピンダブル（千歳文緒 / ヘアピンイエロー）
- 錆喰いビスコ（プラム）
- 社畜さんは幼女幽霊に癒されたい。（女性社員B）
- 転生賢者の異世界ライフ 〜第二の職業を得て、世界最強になりました〜（ペケスラ、メリル）
- 咲う アルスノトリア すんっ!（メル）

2023年
- 永久少年 Eternal Boys（女性、女子高生）
- 老後に備えて異世界で8万枚の金貨を貯めます（ベアトリス）
- アルスの巨獣（ティリ）
- 人間不信の冒険者たちが世界を救うようです（フィル）
- 転生貴族の異世界冒険録〜自重を知らない神々の使徒〜（レイネ・フォン・シルフォード）
- おとなりに銀河（古牧京吾）
- 異世界はスマートフォンとともに。2（フレドモニカ）
- AYAKA -あやか-（女子生徒B）
- うちの会社の小さい先輩の話（マリン）
- ゴブリンスレイヤーII（新人冒険者）

2024年
- 転生したら第七王子だったので、気ままに魔術を極めます（瓦版少年）
- 異世界ゆるり紀行 〜子育てしながら冒険者します〜（エレナ）
- 菜なれ花なれ（番家らら）
- さようなら竜生、こんにちは人生（新聞売り）
- アクロトリップ（心亜）
- 君は冥土様。（細谷凛花）

2025年
- ある魔女が死ぬまで（カーバンクル）
- 一瞬で治療していたのに役立たずと追放された天才治癒師、闇ヒーラーとして楽しく生きる（リリ）
- キミとアイドルプリキュア♪（メロロン / キュアキッス）
- 阿波連さんははかれない season2（ただし）
- ばっどがーる（瑠璃葉るら）
- うたごえはミルフィーユ（宮崎閏）
- 笑顔のたえない職場です。（ねこのて）

### 劇場アニメ
2025年
- 劇場版モノノ怪 第二章 火鼠（クメ）
- 映画キミとアイドルプリキュア♪ お待たせ!キミに届けるキラッキライブ!（メロロン/キュアキッス）

### Webアニメ
- アイドルマスター シンデレラガールズ劇場 火曜シンデレラシアター / Extra Stage（2017年 - 2021年、村上巴[15]） - 2シリーズ
- ゲーム『ウマ娘 プリティーダービー』1st Anniversary Special Animation（2022年、ツインターボ[37]）
- CINDERELLA GIRLS 10th Anniversary Celebration Animation ETERNITY MEMORIES（2022年、村上巴）
- うまゆる（2022年、ツインターボ）

### ゲーム
2017年
- アイドルマスター シンデレラガールズ（2017年 - 2024年、村上巴） - 2作品

2018年
- グランドチェイス-次元の追跡者（ハナル）
- イロドリミドリ（五十嵐撫子）

2019年
- エターナルスカーレット -紅の騎士団-（テイラー）
- 天華百剣 -斬-（紅葉狩兼光〈2代目〉）
- 一血卍傑-ONLINE-（ツナデヒメ）
- 戦の海賊（イヴ）
- アルカ・ラスト 終わる世界と歌姫の果実（ユナ）

2020年
- にゃんグリラ（小雪）
- 東方キャノンボール（チルノ）
- 野生少女（タキ、ロゼ）

2021年
- 咲う アルスノトリア（メル）
- ウマ娘 プリティーダービー（2021年 - 2024年、ツインターボ）
- カルテットファンタジア（桜火、ローザ）

2022年
- モンスターストライク（壬寅タイガ）
- 戦策三国志（大喬）
- ヘブンバーンズレッド（2022年 - 2024年、浅見真紀子）
- グリムグリモア OnceMore（マルガリタ・フローズン）

2023年
- ワールドダイスター 夢のステラリウム（2023年 - 2024年、王雪）
- プリンセスコネクト！Re:Dive（2023年 - 2024年、フブキ / 蛮出井布武機）

### ドラマCD
- メイドの土産（2018年、彩〈ナナ〉）

### ラジオ
※はインターネット配信。
- ラジオ雨色ココアside G（2018年 - 2019年、ラジオ大阪・ラジオ日本）
- なまらぶ♡（2019年 - 2022年、STVラジオ）[3]
- 会沢紗弥と花井美春の「まったく、女子高生は最高だぜ!!」（2020年 - 2022年、音泉※）[57]
- さやとみはるのさんかくカンケイ（2022年 -、音泉※) [58]
- あいちゃんとみーちゃんの息が吸えないくらい笑おうラジオ（2025年1月3日 - 、音泉※） [59][60]
- TVアニメ「ばっどがーる」ワルラジ（2025年、音泉※）

### テレビ番組
- 全国ハモネプ大リーグ 2024 全国大会(生放送)[61]（2024年3月2日、フジテレビ）

### ウェブ番組
- 声優 縁かうんと（2021年 - 、ニコニコ生放送）[62]

### 吹き替え

#### アニメ
- ファイヤーバディ（2023年、ジェイデン）

### 連載
- 声優グランプリ「あいにゃとるんるんのもふもふわーるど」（2024年4月10日 - 、イマジカインフォス）- 鈴木愛奈との姉妹連載企画[63]。

### その他コンテンツ
- キミラノ（2019年、ディアナ・ファーヴニル[64]）
- こころの歌人たち（2020年3月22日、NHK BSプレミアム） - 顔出し出演〈歌唱〉[65]
- UNLUCKY LOVE 〜引きこもりの妹〜（2022年、実家の家に引きこもっている妹[66]）
- うたごえはミルフィーユ（2022年 - 2024年、宮崎閏[33]）
- A.I.VOICE 紡乃世詞音（2023年）
- A.I.VOICE2  紡乃世詞音（2024年）
- 『「呪いの子」と虐げられた令嬢は氷の伯爵に溺愛される』ボイスコミック（2024年、ミセリア・フィーネ[67]）
- キミとアイドルプリキュア♪ ドリームステージ♪（2025年7月 - 2026年3月予定、メロロン / キュアキッス[68]）

## ディスコグラフィ

### キャラクターソング
| 発売日         | 商品名                                                                                                  | 歌 | 楽曲 | 備考                                                                                                |
| -------------- | --- | --- | --- | --------------------------------------------------------------------------------------------------- |
| 2017年12月13日 | THE IDOLM@STER CINDERELLA MASTER 恋が咲く季節                                                           | 高垣楓（早見沙織）、本田未央（原紗友里）、藤原肇（鈴木みのり）、荒木比奈（田辺留依）、喜多見柚（武田羅梨沙多胡）、佐久間まゆ（牧野由依）、村上巴（花井美春）、関裕美（会沢紗弥）、緒方智絵里（大空直美） | 「恋が咲く季節」 | ゲーム『アイドルマスター シンデレラガールズ』関連曲                                                 |
| 2018年3月31日  | - | 村上巴（花井美春） | 「お願い！シンデレラ 」 | ゲーム『アイドルマスター シンデレラガールズ スターライトステージ』関連曲                            |
| 2018年4月4日   | THE IDOLM@STER CINDERELLA MASTER 051 村上巴                                                             | 村上巴（花井美春） | 「おんなの道は星の道」 | ゲーム『アイドルマスター シンデレラガールズ』関連曲                                                 |
| 2018年7月18日  | THE IDOLM@STER CINDERELLA GIRLS STARLIGHT MASTER 19 With Love                                           | 関裕美（会沢紗弥）、荒木比奈（田辺留依）、村上巴（花井美春）、藤原肇（鈴木みのり）、喜多見柚（武田羅梨沙多胡） | 「always」 | ゲーム『アイドルマスター シンデレラガールズ スターライトステージ』関連曲                            |
| 2018年11月21日 | THE IDOLM@STER CINDERELLA GIRLS STARLIGHT MASTER 23 Twin☆くるっ★テール                                  | 喜多見柚（武田羅梨沙多胡）、村上巴（花井美春） | 「Lunatic Show 〜For SS3A rearrange Mix〜」                                                                                  | ゲーム『アイドルマスター シンデレラガールズ スターライトステージ』関連曲                            |
| 2019年10月24日 | "STAR"T                                                                                                 | HaNaMiNa | 「"STAR"T」 | ゲーム『チュウニズム』関連曲                                                                        |
| 2019年10月24日 | "STAR"T                                                                                                 | 五十嵐撫子（花井美春） | 「オーケー？ オーライ！」 | ゲーム『チュウニズム』関連曲                                                                        |
| 2019年10月24日 | "STAR"T                                                                                                 | 五十嵐撫子（花井美春）、萩原七々瀬（東城日沙子） | 「Agitation！ (撫子リードVer.)」                                                                                             | ゲーム『チュウニズム』関連曲                                                                        |
| 2019年12月25日 | 部活 | 五十嵐撫子（花井美春）、萩原七々瀬（東城日沙子）、小野美苗（伊藤美来） | 「Agitation！」 | ゲーム『チュウニズム』関連曲                                                                        |
| 2020年2月19日  | THE IDOLM@STER CINDERELLA GIRLS STARLIGHT MASTER 36 義勇忍侠花吹雪                                      | 星輝子（松田颯水）、向井拓海（原優子）、村上巴（花井美春） | 「O2」 | ゲーム『アイドルマスター シンデレラガールズ スターライトステージ』関連曲                            |
| 2020年4月22日  | THE IDOLM@STER CINDERELLA GIRLS STARLIGHT MASTER for the NEXT! 07 Gaze and Gaze                         | 川島瑞樹（東山奈央）、村上巴（花井美春） | 「Gaze and Gaze（M@STER VERSION）」                                                                                          | ゲーム『アイドルマスター シンデレラガールズ スターライトステージ』関連曲                            |
| 2020年4月22日  | THE IDOLM@STER CINDERELLA GIRLS STARLIGHT MASTER for the NEXT! 07 Gaze and Gaze                         | 村上巴（花井美春） | 「Gaze and Gaze（M@STER VERSION）」                                                                                          | ゲーム『アイドルマスター シンデレラガールズ スターライトステージ』関連曲                            |
| 2020年4月29日  | 百華繚乱 弐                                                                                             | にっかり青江（田中ちえ美）、博多藤四郎（小日向茜）、紅葉狩兼光（花井美春） | 「パジャマおしゃべリズム」                                                                                                   | ゲーム『天華百剣 -斬-』関連曲                                                                       |
| 2020年7月1日   | THE IDOLM@STER CINDERELLA MASTER 3chord for the Rock!                                                   | 櫻井桃華（照井春佳）、橘ありす（佐藤亜美菜）、村上巴（花井美春） | 「イケナイGO AHEAD」 | ゲーム『アイドルマスター シンデレラガールズ』関連曲                                                 |
| 2021年3月31日  | ウマ娘 プリティーダービー ANIMATION DERBY Season 2 vol.3 Original Sound Track                           | スペシャルウィーク（和氣あず未）、サイレンススズカ（高野麻里佳）、トウカイテイオー（Machico）、ウオッカ（大橋彩香）、ダイワスカーレット（木村千咲）、ゴールドシップ（上田瞳）、メジロマックイーン（大西沙織）、シンボリルドルフ（田所あずさ）、ナイスネイチャ（前田佳織里）、ツインターボ（花井美春）、イクノディクタス（田澤茉純）、マチカネタンホイザ（遠野ひかる）、メジロパーマー（のぐちゆり）、ダイタクヘリオス（山根綺）、ミホノブルボン（長谷川育美）、ライスシャワー（石見舞菜香）、ビワハヤヒデ（近藤唯）、ナリタタイシン（渡部恵子）、ウイニングチケット （渡部優衣）、キタサンブラック（矢野妃菜喜）、サトノダイヤモンド（立花日菜）、マルゼンスキー（Lynn）、マヤノトップガン（星谷美緒）、ヒシアケボノ（松嵜麗）、エアグルーヴ（青木瑠璃子）、マチカネフクキタル（新田ひより）、メイショウドトウ（和多田美咲）、セイウンスカイ（鬼頭明里）、グラスワンダー（前田玲奈）、エルコンドルパサー（髙橋ミナミ）、サクラバクシンオー（三澤紗千香）、メジロライアン（土師亜文）、メジロドーベル（久保田ひかり）、ナリタブライアン（衣川里佳） | 「うまぴょい伝説 (TV Size)」                                                                                                 | テレビアニメ『ウマ娘 プリティーダービー Season 2』エンディングテーマ                                |
| 2021年4月28日  | THE IDOLM@STER CINDERELLA GIRLS STARLIGHT MASTER GOLD RUSH! 08 EVIL LIVE                                | 村上巴（花井美春）、的場梨沙（集貝はな）、小関麗奈（長野佑紀）、藤本里奈（金子真由美）、向井拓海（原優子） | 「EVIL LIVE（M@STER VERSION）」                                                                                              | ゲーム『アイドルマスター シンデレラガールズ スターライトステージ』関連曲                            |
| 2021年4月28日  | THE IDOLM@STER CINDERELLA GIRLS STARLIGHT MASTER GOLD RUSH! 08 EVIL LIVE                                | 村上巴（花井美春） | 「EVIL LIVE（M@STER VERSION）」                                                                                              | ゲーム『アイドルマスター シンデレラガールズ スターライトステージ』関連曲                            |
| 2021年10月27日 | SELECTION PROJECT メインテーマCD                                                                        | 9-tie | 「Glorious Days」 | テレビアニメ『SELECTION PROJECT』オープニングテーマ                                                 |
| 2021年10月27日 | SELECTION PROJECT メインテーマCD                                                                        | 9-tie | 「Only one yell」 | テレビアニメ『SELECTION PROJECT』エンディングテーマ                                                 |
| 2021年10月27日 | SELECTION PROJECT メインテーマCD                                                                        | 9-tie | 「SELECTION HEROINE」 | テレビアニメ『SELECTION PROJECT』イメージソング                                                     |
| 2021年12月22日 | SELECTION PROJECT ユニットソングCD                                                                      | 9-tie | 「Naked Blue」 「いつか かなう 夢」                                                                                          | テレビアニメ『SELECTION PROJECT』挿入歌                                                             |
| 2021年12月22日 | SELECTION PROJECT ユニットソングCD                                                                      | GAPsCAPs | 「NOiSY MONSTER」 | テレビアニメ『SELECTION PROJECT』挿入歌                                                             |
| 2022年1月19日  | THE IDOLM@STER CINDERELLA GIRLS 10th ANNIVERSARY M@GICAL WONDERLAND TOUR!!! CosmoStar Land オリジナルCD | 村上巴（花井美春） | 「恋が咲く季節」 | ゲーム『アイドルマスター シンデレラガールズ』関連曲                                                 |
| 2022年3月16日  | ウマ娘 プリティーダービー WINNING LIVE 04                                                               | ナイスネイチャ（前田佳織里）、マチカネタンホイザ（遠野ひかる）、イクノディクタス（田澤茉純）、ツインターボ（花井美春） | 「ユメヲカケル！」 | ゲーム『ウマ娘 プリティーダービー』関連曲                                                           |
| 2022年3月16日  | ウマ娘 プリティーダービー WINNING LIVE 04                                                               | マルゼンスキー（Lynn）、オグリキャップ（高柳知葉）、メジロマックイーン（大西沙織）、ナリタブライアン（衣川里佳）、シンボリルドルフ（田所あずさ）、タマモクロス（大空直美）、マンハッタンカフェ（小倉唯）、エイシンフラッシュ（藤野彩水）、スーパークリーク（優木かな）、ナイスネイチャ（前田佳織里）、マチカネタンホイザ（遠野ひかる）、イクノディクタス（田澤茉純）、ツインターボ（花井美春）、サトノダイヤモンド（立花日菜）、キタサンブラック（矢野妃菜喜）、サクラチヨノオー（野口瑠璃子）、メジロアルダン（会沢紗弥）、ヤエノムテキ（日原あゆみ） | 「うまぴょい伝説」 | ゲーム『ウマ娘 プリティーダービー』関連曲                                                           |
| 2022年3月30日  | SELECTION PROJECT BD・DVD第4巻特典CD                                                                    | GAPsCAPs | 「爆進FiRE SESSION」 | テレビアニメ『SELECTION PROJECT』関連曲                                                             |
| 2022年3月30日  | SELECTION PROJECT BD・DVD第4巻特典CD                                                                    | 山鹿栞（花井美春） | 「Only one yell」 | テレビアニメ『SELECTION PROJECT』関連曲                                                             |
| 2022年4月27日  | ウマ娘 プリティーダービー WINNING LIVE 05                                                               | アグネスデジタル（鈴木みのり）、マヤノトップガン（星谷美緒）、スマートファルコン（大和田仁美）、ニシノフラワー（河井晴菜）、ハルウララ（首藤志奈）、マーベラスサンデー（三宅麻理恵）、ナイスネイチャ（前田佳織里）、ツインターボ（花井美春） | 「RUN×RUN!」 | ゲーム『ウマ娘 プリティーダービー』関連曲                                                           |
| 2022年4月27日  | ウマ娘 プリティーダービー WINNING LIVE 05                                                               | スペシャルウィーク（和氣あず未）、サイレンススズカ（高野麻里佳）、トウカイテイオー（Machico）、オグリキャップ（高柳知葉）、ゴールドシップ（上田瞳）、メジロマックイーン（大西沙織）、テイエムオペラオー（徳井青空）、ナリタブライアン（衣川里佳）、シンボリルドルフ（田所あずさ）、アグネスデジタル（鈴木みのり）、タマモクロス（大空直美）、マヤノトップガン（星谷美緒）、メジロライアン（土師亜文）、アドマイヤベガ（咲々木瞳）、サクラバクシンオー（三澤紗千香）、スマートファルコン（大和田仁美）、ニシノフラワー（河井晴菜）、ハルウララ（首藤志奈）、マーベラスサンデー（三宅麻理恵）、ミスターシービー（天海由梨奈）、メジロドーベル（久保田ひかり）、ナイスネイチャ（前田佳織里）、マチカネタンホイザ（遠野ひかる）、ツインターボ（花井美春）、サトノダイヤモンド（立花日菜）、キタサンブラック（矢野妃菜喜）、サクラチヨノオー（野口瑠璃子）、メジロアルダン（会沢紗弥）、ヤエノムテキ（日原あゆみ）、ナリタトップロード（中村カンナ） | 「うまぴょい伝説」 | ゲーム『ウマ娘 プリティーダービー』関連曲                                                           |
| 2022年7月27日  | ごはんだヨッ！ダダダダン！！                                                                            | スラちゃんず△ | 「ごはんだヨッ！ダダダダン！！」                                                                                             | テレビアニメ『転生賢者の異世界ライフ 〜第二の職業を得て、世界最強になりました〜』エンディングテーマ |
| 2022年7月27日  | ごはんだヨッ！ダダダダン！！                                                                            | スラちゃんず△ | 「のんびり異世界ライフ」 | テレビアニメ『転生賢者の異世界ライフ 〜第二の職業を得て、世界最強になりました〜』関連曲             |
| 2022年12月28日 | THE IDOLM@STER CINDERELLA GIRLS STARLIGHT MASTER PLATINUM NUMBER 01 MOTTO!                              | 久川凪（立花日菜）、西園寺琴歌（安齋由香里）、桐生つかさ（河瀬茉希）、白菊ほたる（天野聡美）、村上巴（花井美春）、関裕美（会沢紗弥）、結城晴（小市眞琴） | 「MOTTO!」 | ゲーム『アイドルマスター シンデレラガールズ スターライトステージ』関連曲                            |
| 2023年3月8日   | SINGING                                                                                                 | 手鞠沢高校アカペラ部 | 「SINGING -アカペラアレンジver.-」 「うたごえハイシックス」 「SINGING」                                                      | アカペラプロジェクト『うたごえはミルフィーユ』関連曲                                                |
| 2023年3月29日  | アニメ『うまゆる』アルバム                                                                              | トウカイテイオー（Machico）、メジロマックイーン（大西沙織）、アグネスタキオン（上坂すみれ）、マチカネフクキタル（新田ひより）、ツインターボ（花井美春） | 「ミッドナイト・エピローグ」                                                                                                 | Webアニメ『うまゆる』エンディングテーマ                                                             |
| 2023年3月29日  | アニメ『うまゆる』アルバム                                                                              | マルゼンスキー（Lynn）、ダイワスカーレット（木村千咲）、エアシャカール（津田美波）、ツインターボ（花井美春）、ハッピーミーク（吉咲みゆ） | 「Dance 2 Endless Beat」 | Webアニメ『うまゆる』エンディングテーマ                                                             |
| 2023年3月29日  | アニメ『うまゆる』アルバム                                                                              | スペシャルウィーク（和氣あず未）、サイレンススズカ（高野麻里佳）、トウカイテイオー（Machico）、マルゼンスキー（Lynn）、オグリキャップ（高柳知葉）、ゴールドシップ（上田瞳）、ウオッカ（大橋彩香）、ダイワスカーレット（木村千咲）、グラスワンダー（前田玲奈）、メジロマックイーン（大西沙織）、エルコンドルパサー（髙橋ミナミ）、テイエムオペラオー（徳井青空）、シンボリルドルフ（田所あずさ）、エアグルーヴ（青木瑠璃子）、アグネスデジタル（鈴木みのり）、セイウンスカイ（鬼頭明里）、ファインモーション（橋本ちなみ）、マヤノトップガン（星谷美緒）、ユキノビジン（山本希望）、アグネスタキオン（上坂すみれ）、イナリワン（井上遥乃）、ウイニングチケット（渡部優衣）、エアシャカール（津田美波）、トーセンジョーダン（鈴木絵理）、ナカヤマフェスタ（下地紫野）、ナリタタイシン（渡部恵子）、ハルウララ（首藤志奈）、マチカネフクキタル（新田ひより）、メイショウドトウ（和多田美咲）、キングヘイロー（佐伯伊織）、マチカネタンホイザ（遠野ひかる）、ダイタクヘリオス（山根綺）、ツインターボ（花井美春）、シリウスシンボリ（ファイルーズあい）、ツルマルツヨシ（青山吉能）、シンボリクリスエス（春川芽生）、タニノギムレット（松岡美里）、ハッピーミーク（吉咲みゆ） | 「うまぴょい伝説（Game Size）」                                                                                              | Webアニメ『うまゆる』エンディングテーマ                                                             |
| 2023年3月29日  | ウマ娘 プリティーダービー WINNING LIVE 11                                                               | スペシャルウィーク（和氣あず未）、トウカイテイオー（Machico）、テイエムオペラオー（徳井青空）、ナリタブライアン（衣川里佳）、シンボリルドルフ（田所あずさ）、マヤノトップガン（星谷美緒）、マンハッタンカフェ（小倉唯）、アグネスタキオン（上坂すみれ）、アドマイヤベガ（咲々木瞳）、マーベラスサンデー（三宅麻理恵）、ミスターシービー（天海由梨奈）、ツインターボ（花井美春）、サトノダイヤモンド（立花日菜）、キタサンブラック（矢野妃菜喜）、サクラローレル（真野美月）、ナリタトップロード（中村カンナ）、シンボリクリスエス（春川芽生）、タニノギムレット（松岡美里）、メジロラモーヌ（東山奈央）、サトノクラウン（鈴代紗弓）、シュヴァルグラン（夏吉ゆうこ）、ジャングルポケット（藤本侑里） 、カツラギエース（藤原夏海） | 「DRAMATIC JOURNEY」 | ゲーム『ウマ娘 プリティーダービー』関連曲                                                           |
| 2023年3月29日  | ウマ娘 プリティーダービー WINNING LIVE 11                                                               | スペシャルウィーク（和氣あず未）、トウカイテイオー（Machico）、ウオッカ（大橋彩香）、テイエムオペラオー（徳井青空）、ナリタブライアン（衣川里佳）、シンボリルドルフ（田所あずさ）、マヤノトップガン（星谷美緒）、マンハッタンカフェ（小倉唯）、アグネスタキオン（上坂すみれ）、アドマイヤベガ（咲々木瞳）、マーベラスサンデー （三宅麻理恵）、ミスターシービー（天海由梨奈）、ツインターボ（花井美春）、サトノダイヤモンド（立花日菜）、キタサンブラック（矢野妃菜喜）、ツルマルツヨシ（青山吉能）、サクラローレル（真野美月）、ナリタトップロード（中村カンナ）、シンボリクリスエス（春川芽生）、タニノギムレット（松岡美里）、メジロラモーヌ（東山奈央）、サトノクラウン（鈴代紗弓）、シュヴァルグラン（夏吉ゆうこ）、ジャングルポケット（藤本侑里）、カツラギエース（藤原夏海） | 「うまぴょい伝説」 | ゲーム『ウマ娘 プリティーダービー』関連曲                                                           |
| 2023年8月2日   | THE IDOLM@STER CINDERELLA GIRLS STARLIGHT MASTER PLATINUM NUMBER 05 ハートボイルドウォーズ              | 大和亜季（村中知）、村上巴（花井美春）、片桐早苗（和氣あず未） | 「ハートボイルドウォーズ（M@STER VERSION）」                                                                                 | ゲーム『アイドルマスター シンデレラガールズ スターライトステージ』関連曲                            |
| 2023年8月2日   | THE IDOLM@STER CINDERELLA GIRLS STARLIGHT MASTER PLATINUM NUMBER 05 ハートボイルドウォーズ              | 村上巴（花井美春） | 「ハートボイルドウォーズ（M@STER VERSION）」                                                                                 | ゲーム『アイドルマスター シンデレラガールズ スターライトステージ』関連曲                            |
| 2023年9月6日   | ウマ娘 プリティーダービー WINNING LIVE 13                                                               | ツインターボ（花井美春） | 「▷▷▷▶︎ぶっとび かっとび 全開エンジン！」                                                                                     | ゲーム『ウマ娘 プリティーダービー』関連曲                                                           |
| 2023年9月6日   | ウマ娘 プリティーダービー WINNING LIVE 13                                                               | ナリタブライアン（衣川里佳）、マヤノトップガン（星谷美緒）、ライスシャワー（石見舞菜香）、アドマイヤベガ（咲々木瞳）、イナリワン（井上遥乃）、ミスターシービー（天海由梨奈）、マチカネタンホイザ（遠野ひかる）、イクノディクタス（田澤茉純）、ツインターボ（花井美春）、サトノダイヤモンド（立花日菜）、キタサンブラック（矢野妃菜喜）、ヤエノムテキ（日原あゆみ）、サクラローレル（真野美月）、ナリタトップロード（中村カンナ）、サトノクラウン（鈴代紗弓）、シュヴァルグラン（夏吉ゆうこ）、ホッコータルマエ（菊池紗矢香）、ネオユニヴァース（白石晴香）、ヒシミラクル（春日さくら） | 「うまぴょい伝説」 | ゲーム『ウマ娘 プリティーダービー』関連曲                                                           |
| 2023年11月13日 | 夢のステラリウム                                                                                        | 鳳ここな（石見舞菜香）、静香（長谷川育美）、カトリナ・グリーベル（天城サリー）、新妻八恵（長縄まりあ）、柳場ぱんだ（大空直美）、流石知冴（佐々木李子）、千寿暦（鳥部万里子）、ラモーナ・ウォルフ（田中美海）、王雪（花井美春）、リリヤ・クルトベイ（安齋由香里）、与那国緋花里（下地紫野）、千寿いろは（岡咲美保）、白丸美兎（近藤玲奈）、阿岐留カミラ（若井友希）、猫足蕾（芹澤優）、本巣叶羽（赤尾ひかる）、連尺野初魅（葵井歌菜）、烏森大黒（Lynn）、舎人仁花子（斉藤朱夏）、萬容（山村響）、筆島しぐれ（吉岡麻耶） | 「夢のステラリウム」 | ゲーム『ワールドダイスター 夢のステラリウム』関連曲                                                 |
| 2023年11月22日 | POPPIN' TIME                                                                                            | 手鞠沢高校アカペラ部 | 「POPPIN' TIME」 「飾りじゃないのよ涙は -アカペラアレンジver.-」                                                             | アカペラプロジェクト『うたごえはミルフィーユ』関連曲                                                |
| 2023年12月27日 | ゲームアプリ『ワールドダイスター 夢のステラリウム』 Vocal Album Vol.1「プラネタリウム・レヴュー」       | 千寿暦（鳥部万里子）、ラモーナ・ウォルフ（田中美海）、王雪（花井美春）、リリヤ・クルトベイ（安齋由香里）、与那国緋花里（下地紫野） | 「プラネタリウム・レヴュー」 「夢のステラリウム」                                                                            | ゲーム『ワールドダイスター 夢のステラリウム』関連曲                                                 |
| 2023年12月27日 | ゲームアプリ『ワールドダイスター 夢のステラリウム』 Vocal Album Vol.1「プラネタリウム・レヴュー」       | 王雪（花井美春）、ラモーナ・ウォルフ（田中美海） | 「ウタカタメロディ」 | ゲーム『ワールドダイスター 夢のステラリウム』関連曲                                                 |
| 2023年12月27日 | ゲームアプリ『ワールドダイスター 夢のステラリウム』 Vocal Album Vol.1「プラネタリウム・レヴュー」       | 王雪（花井美春）、リリヤ・クルトベイ（安齋由香里） | 「夏の夜空に光る雪」 | ゲーム『ワールドダイスター 夢のステラリウム』関連曲                                                 |
| 2024年1月10日  | TVアニメ『ウマ娘 プリティーダービー Season 3』ANIMATION DERBY Season 3 vol.3 Original Sound Track       | キタサンブラック（矢野妃菜喜）、サトノダイヤモンド（立花日菜）、サトノクラウン（鈴代紗弓）、シュヴァルグラン（夏吉ゆうこ）、サウンズオブアース（MAKIKO）、ドゥラメンテ（秋奈）、トウカイテイオー（Machico）、メジロマックイーン（大西沙織）、ゴールドシップ（上田瞳）、スペシャルウィーク（和氣あず未）、サイレンススズカ（高野麻里佳）、ウオッカ（大橋彩香）、ダイワスカーレット（木村千咲）、ナイスネイチャ（前田佳織里）、ツインターボ（花井美春）、イクノディクタス（田澤茉純）、マチカネタンホイザ（遠野ひかる）、ロイスアンドロイス（田辺留依）、ヴィルシーナ（奥野香耶）、ヴィブロス（伊藤彩沙）、シンボリルドルフ（田所あずさ）、エアグルーヴ（青木瑠璃子）、ミホノブルボン（長谷川育美）、ライスシャワー（石見舞菜香）、サクラバクシンオー（三澤紗千香）、トーセンジョーダン（鈴木絵理）、マチカネフクキタル（新田ひより）、メイショウドトウ（和多田美咲）、メジロパーマー（のぐちゆり）、ダイタクヘリオス（山根綺）、コパノリッキー（稲垣好） | 「うまぴょい伝説」 | テレビアニメ『ウマ娘 プリティーダービー Season 3』エンディングテーマ                                |
| 2024年4月3日   | TREASURE                                                                                                | 手鞠沢高校アカペラ部 | 「TREASURE」 「透明人間 -アカペラアレンジver.-」                                                                             | アカペラプロジェクト『うたごえはミルフィーユ』関連曲                                                |
| 2024年9月18日  | MY WAY                                                                                                  | 手鞠沢高校アカペラ部 | 「MY WAY」 「アイドル -アカペラアレンジver.-」                                                                               | アカペラプロジェクト『うたごえはミルフィーユ』関連曲                                                |
| 2025年1月22日  | STARLIGHT                                                                                               | 手鞠沢高校アカペラ部 | 「STARLIGHT」 「プラチナ -アカペラアレンジver.-」                                                                            | アカペラプロジェクト『うたごえはミルフィーユ』関連曲                                                |
| 2025年1月22日  | THE IDOLM@STER CINDERELLA MASTER Passion jewelries! 004                                                 | 依田芳乃（高田憂希）、村上巴（花井美春）、佐藤心（花守ゆみり）、夢見りあむ（星希成奏）、久川凪（立花日菜） | 「熱情エナモラル」 「認めてくれなくたっていいよ」                                                                            | ゲーム『アイドルマスター シンデレラガールズ』関連曲                                                 |
| 2025年1月22日  | THE IDOLM@STER CINDERELLA MASTER Passion jewelries! 004                                                 | 村上巴（花井美春） | 「夜桜お七」 | ゲーム『アイドルマスター シンデレラガールズ』関連曲                                                 |
| 2025年1月26日  | Worlds Dye Star                                                                                         | シリウス、銀河座、Eden、劇団電姫 | 「Worlds Dye Star」 | ゲーム『ワールドダイスター 夢のステラリウム』関連曲                                                 |
| 2025年1月29日  | プリンセスコネクト！Re:Dive PRICONNE CHARACTER SONG 43                                                  | ヤマト（ファイルーズあい）、ワカナ（石見舞菜香）、フブキ（花井美春） | 「バンディ・ラウディ・ショータイム！！」                                                                                     | ゲーム『プリンセスコネクト！Re:Dive』挿入歌                                                         |
| 2025年4月23日  | うたごえハイシックス/STAY GOLD                                                                          | 手鞠沢高校アカペラ部 | 「うたごえハイシックス -アカペラアレンジver.-」                                                                              | アカペラプロジェクト『うたごえはミルフィーユ』関連曲                                                |
| 2025年5月28日  | ゲームアプリ『ワールドダイスター 夢のステラリウム』Vocal Album Vol.6「プラネタリウム・レヴュー Act-2」  | 王雪（花井美春） | 「マン・ハン・チュエンシー!!」 「ハチメンロッピング！」                                                                      | ゲーム『ワールドダイスター 夢のステラリウム』関連曲                                                 |
| 2025年5月28日  | ゲームアプリ『ワールドダイスター 夢のステラリウム』Vocal Album Vol.6「プラネタリウム・レヴュー Act-2」  | 与那国緋花里（下地紫野）、王雪（花井美春） | 「雪は春に、そして花束を」                                                                                                   | ゲーム『ワールドダイスター 夢のステラリウム』関連曲                                                 |
| 2025年5月28日  | ゲームアプリ『ワールドダイスター 夢のステラリウム』Vocal Album Vol.6「プラネタリウム・レヴュー Act-2」  | 千寿暦（鳥部万里子）、ラモーナ・ウォルフ（田中美海）、王雪（花井美春）、リリヤ・クルトベイ（安齋由香里）、与那国緋花里（下地紫野） | 「Worlds Dye Star」 | ゲーム『ワールドダイスター 夢のステラリウム』関連曲                                                 |
| 2025年7月23日  | 思い出話                                                                                                | 手鞠沢高校アカペラ部 | 「思い出話」 | テレビアニメ『うたごえはミルフィーユ』主題歌                                                        |
| 2025年7月23日  | 思い出話                                                                                                | 手鞠沢高校アカペラ部 | 「ガーネット -アカペラアレンジver.-」 「夢見る 15歳 -アカペラアレンジver.-」 「世界は恋に落ちている -アカペラアレンジver.-」 | テレビアニメ『うたごえはミルフィーユ』関連曲                                                        |
| 2025年7月23日  | 『キミとアイドルプリキュア♪』ボーカルアルバム〜We are！You ＆ IDOL PRECURE♪〜                           | プリルン（南條愛乃）、メロロン（花井美春） | 「なかよしJ♡YFUL」 | テレビアニメ『キミとアイドルプリキュア♪』関連曲                                                     |
| 2025年7月23日  | 『キミとアイドルプリキュア♪』ボーカルアルバム〜We are！You ＆ IDOL PRECURE♪〜                           | キュアアイドル（松岡美里）、キュアウインク（髙橋ミナミ）、キュアキュンキュン（高森奈津美）、キュアズキューン（南條愛乃）、キュアキッス（花井美春） | 「We are!You & IDOL PRECURE♪」                                                                                               | テレビアニメ『キミとアイドルプリキュア♪』関連曲                                                     |
| 2025年7月23日  | 『キミとアイドルプリキュア♪』ボーカルアルバム〜We are！You ＆ IDOL PRECURE♪〜                           | キュアズキューン（南條愛乃）、キュアキッス（花井美春） | 「Awakening Harmony」 | テレビアニメ『キミとアイドルプリキュア♪』挿入歌                                                     |
| 2025年7月23日  | 『キミとアイドルプリキュア♪』ボーカルアルバム〜We are！You ＆ IDOL PRECURE♪〜                           | キュアアイドル（松岡美里）、キュアウインク（髙橋ミナミ）、キュアキュンキュン（高森奈津美）、キュアズキューン（南條愛乃）、キュアキッス（花井美春） | 「GARDEN」 | テレビアニメ『キミとアイドルプリキュア♪』挿入歌                                                     |
| 2025年8月27日  | 『キミとアイドルプリキュア♪』後期主題歌シングル                                                         | キュアアイドル（松岡美里）、キュアウインク（髙橋ミナミ）、キュアキュンキュン（高森奈津美）、キュアズキューン（南條愛乃）、キュアキッス（花井美春） | 「キミとルララ」 | テレビアニメ『キミとアイドルプリキュア♪』後期エンディングテーマ                                     |
| 2025年9月10日  | 『映画キミとアイドルプリキュア♪ お待たせ！キミに届けるキラッキライブ！』ソングアルバム                  | キュアアイドル（松岡美里）、キュアウインク（髙橋ミナミ）、キュアキュンキュン（高森奈津美）、キュアズキューン（南條愛乃）、キュアキッス（花井美春） | 「♪HiBiKi Au Uta♪」 | 劇場アニメ『映画 キミとアイドルプリキュア♪ お待たせ!キミに届けるキラッキライブ!』主題歌             |
| 2025年9月10日  | 『映画キミとアイドルプリキュア♪ お待たせ！キミに届けるキラッキライブ！』ソングアルバム                  | キュアアイドル（松岡美里）、キュアウインク（髙橋ミナミ）、キュアキュンキュン（高森奈津美）、キュアズキューン（南條愛乃）、キュアキッス（花井美春） | 「キミとアイドルプリキュア♪ Light Up! ReMix for You and Idol Precure♪」                                                      | 劇場アニメ『映画 キミとアイドルプリキュア♪ お待たせ!キミに届けるキラッキライブ!』主題歌             |
| 2025年9月24日  | KING OF EVIL                                                                                            | 天狼群 | 「ツッパリHigh School Rock'n Roll (登校編)」 「彼女の“Modern…”」 「GO! GO! MANIAC」 「KING OF EVIL」                         | テレビアニメ『ばっどがーる』関連曲                                                                  |
| 2025年9月24日  | KING OF EVIL                                                                                            | 天狼群 | 「すーぱーびっぐらぶ！」 | テレビアニメ『ばっどがーる』オープニングテーマ                                                      |
| 2025年9月24日  | KING OF EVIL                                                                                            | 天狼群 | 「BAD SURPRISE」 | テレビアニメ『ばっどがーる』エンディングテーマ                                                      |
| 2025年9月24日  | KING OF EVIL                                                                                            | 瑠璃葉るら（花井美春） | 「はーと掻き回してアゲル♡」                                                                                                  | テレビアニメ『ばっどがーる』エンディングテーマ                                                      |

### その他参加作品
| 発売日        | 商品名                                                                            | 歌                 | 楽曲         | 備考                                                                            |
| ------------- | --------------------------------------------------------------------------------- | ------------------ | ------------ | ------------------------------------------------------------------------------- |
| 2021年9月17日 | Onsen Theme song Collection album 1st                                             | さーやんとるんるん | 「KNO」      | Webラジオ『会沢紗弥と花井美春の「まったく、女子高生は最高だぜ!!」』テーマソング |
| 2022年7月20日 | CINDERELLA PARTY! デレぱにぱにック＆デレパノココロ ～信じられないくらい素敵なCD～ | 花井美春           | 「天城越え」 | ラジオ『CINDERELLA PARTY!』関連曲                                               |

## ライブ・イベント

### 合同ライブ
| 出演日               | タイトル                                                                                          | 会場                                                      |
| -------------------- | ------------------------------------------------------------------------------------------------- | --------------------------------------------------------- |
| 2017年11月19日       | アイドルマスター シンデレラガールズ 6th Anniversary Memorial Party                                | 舞浜アンフィシアター（千葉県）                            |
| 2018年9月8日・9日    | THE IDOLM@STER CINDERELLA GIRLS SS3A Live Sound Booth♪                                            | ヤマダグリーンドーム前橋（群馬県）                        |
| 2018年12月2日        | THE IDOLM@STER CINDERELLA GIRLS 6thLIVE MERRY-GO-ROUNDOME!!!                                      | ナゴヤドーム（愛知県）                                    |
| 2020年2月15日・16日  | THE IDOLM@STER CINDERELLA GIRLS 7thLIVE TOUR Special 3chord♪ Glowing Rock!                        | 京セラドーム大阪（大阪府）                                |
| 2021年2月27日        | リスアニ! LIVE 2021                                                                               | 日本武道館（東京都）                                      |
| 2021年8月29日        | ウマ娘 プリティーダービー 3rd EVENT「WINNING DREAM STAGE」                                        | 東京ガーデンシアター（東京都）                            |
| 2021年11月20日       | ANIMAX MUSIX 2021                                                                                 | 横浜アリーナ（神奈川県）                                  |
| 2021年11月27日・28日 | THE IDOLM@STER CINDERELLA GIRLS 10th ANNIVERSARY M@GICAL WONDERLAND TOUR!!! Celebration Land      | 幕張イベントホール（千葉県）                              |
| 2022年1月30日        | SELECTION PROJECT 1st Live 〜Cheer for you!〜                                                     | Zepp Haneda（東京都）                                     |
| 2022年3月13日        | TVアニメ「SELECTION PROJECT」Special event ☆SELEPRO PARTY☆                                        | ところざわサクラタウンジャパンパビリオンホールA（埼玉県） |
| 2022年4月2日・3日    | THE IDOLM@STER CINDERELLA GIRLS 10th ANNIVERSARY M@GICAL WONDERLAND!!!                            | ベルーナドーム（埼玉県）                                  |
| 2022年8月27日        | Animelo Summer Live 2022 -Sparkle-                                                                | さいたまスーパーアリーナ（埼玉県）                        |
| 2022年9月3日・4日    | THE IDOLM@STER CINDERELLA GIRLS LIKE4LIVE #cg_ootd                                                | 日本ガイシホール（愛知県）                                |
| 2022年11月6日        | ウマ娘 プリティーダービー 4th EVENT「SPECIAL DREAMERS!!」                                         | ベルーナドーム（埼玉県）                                  |
| 2023年2月11日        | THE IDOLM@STER M@STERS OF IDOL WORLD!!!!! 2023                                                    | 東京ドーム（東京都）                                      |
| 2023年9月16日・17日  | ウマ娘 プリティーダービー 5th EVENT ARENA TOUR「GO BEYOND」-GAZE-                                 | ポートメッセなごや（愛知県）                              |
| 2024年3月23日・24日  | ウマ娘 プリティーダービー 5th EVENT ARENA TOUR「GO BEYOND」-NEW GATE-                             | 大阪城ホール（大阪府）                                    |
| 2024年9月1日         | Animelo Summer Live 2024 -Stargazer-                                                              | さいたまスーパーアリーナ（埼玉県）                        |
| 2025年3月9日         | P's LIVE! 08 〜P's GR∞VE〜                                                                        | LINE CUBE SHIBUYA（東京都）                               |
| 2025年4月26日・27日  | THE IDOLM@STER CINDERELLA GIRLS STARLIGHT STAGE 10th ANNIVERSARY TOUR Let’s AMUSEMENT!!! 東京公演 | 有明アリーナ（東京都）                                    |
| 2025年10月18日       | キミとアイドルプリキュア♪LIVE2025 You&I=We're IDOL PRECURE                                        | パシフィコ横浜国立大ホール（神奈川県）                    |